# 焦勒法

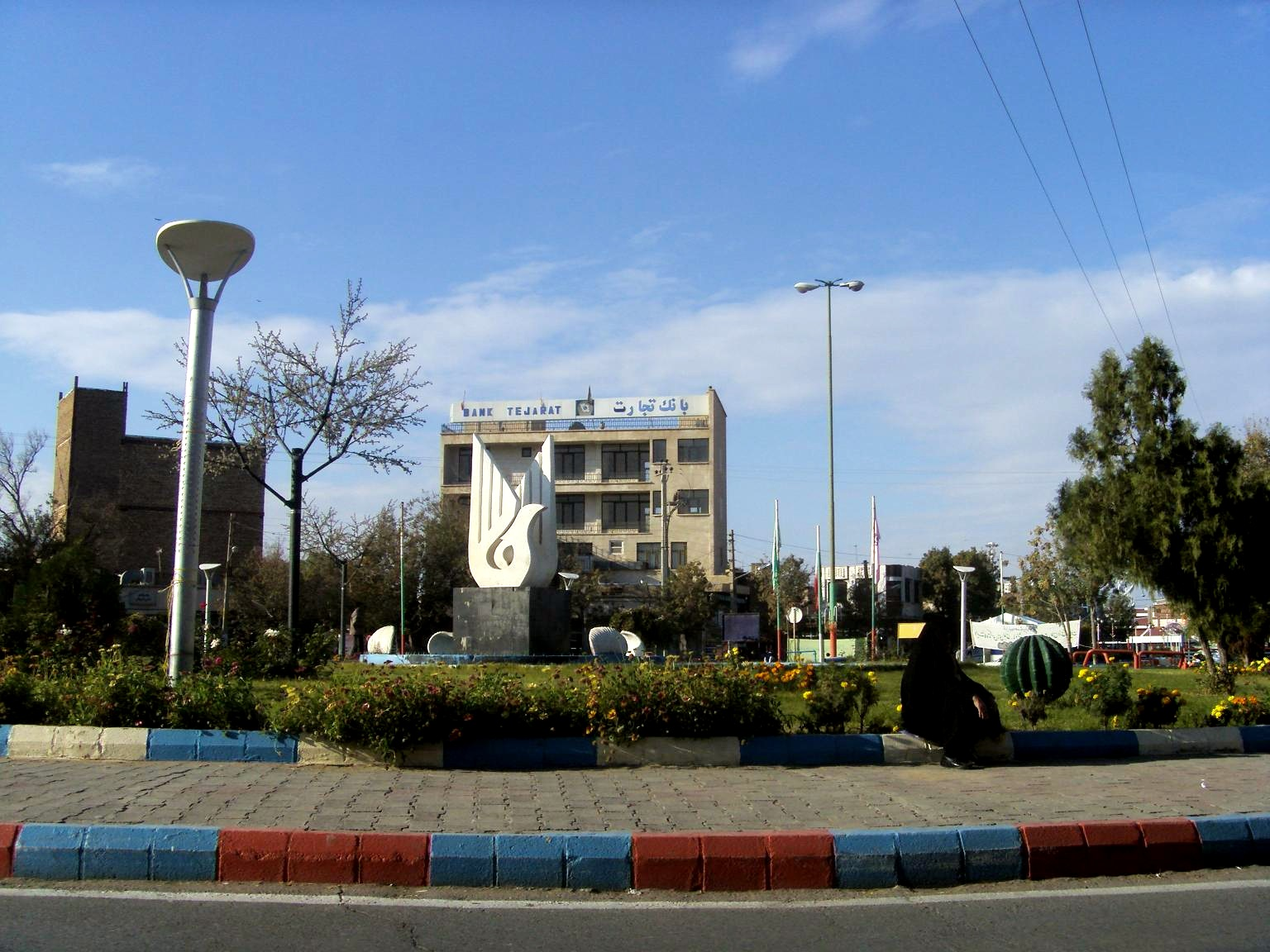

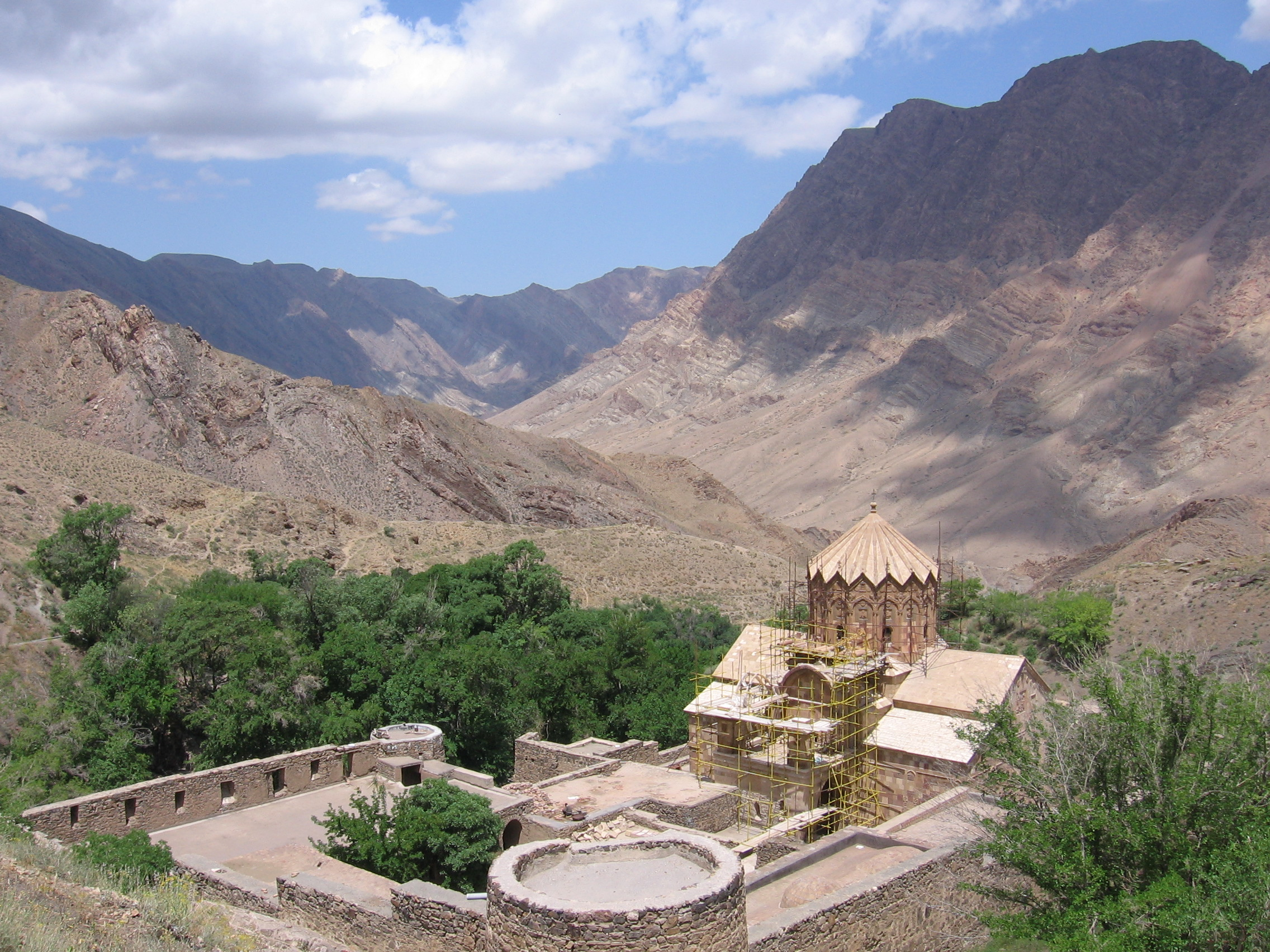

焦勒法（波斯語：‎）是伊朗的城市，位於該國西北部阿拉斯河南岸，由東亞塞拜然省負責管轄，毗鄰與阿塞拜疆接壤的邊境，海拔高度804米，2006年人口4,983。